# IRF9
El factor regulador de interferón 9 es una proteína que en humanos está codificada por el gen IRF9, anteriormente conocido como ISGF3G.  Es un factor de transcripción que juega un papel fundamental en la inmunidad antiviral. Participa en la mediación de la señalización por los IFN de tipo I (IFN-alfa e IFN-beta). Después de la unión del IFN de tipo I a los receptores de la superficie celular, se activan las quinasas Jak (TYK2 y JAK1), lo que lleva a la fosforilación de tirosina de STAT1 y STAT2. IRF9 / ISGF3G se asocia con el dímero STAT1: STAT2 fosforilado para formar un complejo denominado factor de transcripción ISGF3, que ingresa al núcleo. ISGF3 se une al elemento de respuesta estimulado por IFN (ISRE) para activar la transcripción de genes estimulados por interferón, que conducen a la célula a un estado antiviral.

## Interacciones
Se ha demostrado que IRF9 interactúa con STAT2 y STAT1.